# Championnat de Biélorussie de football 2024
Navigation
Édition précédente Édition suivante
La saison 2024 de Vycheïchaïa Liha est la 34e édition de la première division biélorusse. Elle se déroule du 14 mars au 7 décembre 2024.
Les seize meilleures équipes du pays sont réunies en une poule unique où elles s'affrontent à deux reprises, à domicile et à l'extérieur, pour un total de 240 matchs, soit trente chacune.
En fin de saison, le premier au classement est sacré champion de Biélorussie et se qualifie pour le premier tour de qualification de la Ligue des champions 2025-2026. Les deuxième et troisième du championnat ainsi que le vainqueur de la Coupe de Biélorussie 2024-2025 sont qualifiés pour le premier tour de qualification de la Ligue Conférence 2025-2026. Si le vainqueur de la Coupe est déjà qualifié pour une compétition européenne d'une autre manière, une place est réattribuée au quatrième du championnat. Dans le même temps, les deux derniers au classement sont directement relégués en deuxième division tandis que le quatorzième prend part à un barrage de relégation face au troisième de l'échelon inférieur afin de déterminer le dernier participant de la saison 2025.

## Participants
Un total de seize équipes participent au championnat, quatorze d'entre elles étant déjà présentes la saison précédente.
Parmi ces clubs, quatre d'entre eux n'ont jamais quitté le championnat depuis sa fondation en 1992 : le Chakhtior Salihorsk, le Dinamo Brest, le Dinamo Minsk et le Nioman Hrodna. En dehors de ceux-là, le BATE Borisov évolue continuellement dans l'élite depuis 1998 tandis que le Torpedo Jodzina (2002) et le FK Minsk (2009) sont présents depuis les années 2000. La ville de Minsk abrite à elle seule trois des seize équipes participantes.
Légende des couleurs
- Premier tour de qualification de la Ligue des champions 2024-2025
- Deuxième tour de qualification de la Ligue Europa Conférence 2024-2025
- Premier tour de qualification de la Ligue Europa Conférence 2024-2025
- Promu de Perchaïa Liha 2023

| Club                  | Classement 2022 | Stade                                    | Capacité théorique |
| --------------------- | --------------- | ---------------------------------------- | ------------------ |
| FK Dinamo Minsk       | 1er             | Stade Dinamo                             | 22 234             |
| FK Nioman Hrodna      | 2e              | Stade Nioman (en)                        | 8 500              |
| Torpedo Jodzina       | 3e              | Stade Torpedo                            | 6 524              |
| FK Isloch Minsk Raion | 4e              | Stade FC Minsk (en)                      | 3 000              |
| FK BATE Borisov       | 5e              | Borisov Arena                            | 13 126             |
| FK Homiel             | 6e              | Stade central                            | 14 307             |
| FK Slavia Mazyr       | 7e              | Stade Yunost (Mazyr) (en)                | 5 133              |
| FK Sloutsk            | 8e              | City Stadium (en)                        | 1 896              |
| FK Minsk              | 9e              | Stade FC Minsk (en)                      | 3 000              |
| FK Dinamo Brest       | 10e             | Complexe régional de Brestsky (en)       | 10 060             |
| FK Smarhon            | 11e             | Stade Yunost (Smarhon) (en)              | 3 500              |
| Naftan Novopolotsk    | 12e             | Stade Atlant (en)                        | 4 520              |
| Chakhtior Salihorsk   | 13e             | Stade Stroïtel (en)                      | 4 200              |
| FK Arsenal Dziarjynsk | 1er (D2)        | City Stadium, Dziarjynsk                 | 1 000              |
| FK Dniepr Mahiliow    | 2e (D2)         | Stade Spartak (en)                       | 7 350              |
| FK Vitebsk            | 3e (D2)         | Complexe sportif central de Vitebsk (en) | 7 350              |

## Compétition

### Réglement
Le classement est établi sur le barème de points classique, une victoire valant trois points, tandis qu'un match nul n'en rapporte qu'un seul et une défaite aucun.
Pour départager les égalités de points, les critères suivants sont appliqués dans l'ordre :
1. Résultats en confrontations directes (points, différence de buts, buts marqués) ;
2. Différence de buts générale ;
3. Nombre de matchs gagnés ;
4. Nombre de buts marqués.

### Classement
| Rang | Équipe                  | Pts  | J  | G  | N  | P  | Bp | Bc | Diff |
| ---- | ----------------------- | ---- | -- | -- | -- | -- | -- | -- | ---- |
| 1    | FK Dinamo Minsk T       | 68   | 30 | 20 | 8  | 2  | 50 | 13 | +37  |
| 2    | FK Nioman Hrodna C      | 65   | 30 | 20 | 5  | 5  | 45 | 19 | +26  |
| 3    | Torpedo Jodzina S       | 62   | 30 | 18 | 8  | 4  | 45 | 21 | +24  |
| 4    | FK Dinamo Brest         | 49   | 30 | 14 | 7  | 9  | 62 | 37 | +25  |
| 5    | FK Vitebsk P            | 47   | 30 | 14 | 5  | 11 | 33 | 25 | +8   |
| 6    | FK Homiel               | 44   | 30 | 11 | 11 | 8  | 37 | 28 | +9   |
| 7    | FK Isloch Minsk Raion   | 41   | 30 | 11 | 8  | 11 | 36 | 30 | +6   |
| 8    | FK BATE Borisov         | 40   | 30 | 11 | 7  | 12 | 38 | 38 | 0    |
| 9    | FK Sloutsk              | 39   | 30 | 11 | 6  | 13 | 26 | 41 | -15  |
| 10   | FK Arsenal Dziarjynsk P | 38   | 30 | 10 | 8  | 12 | 29 | 36 | -7   |
| 11   | FK Slavia Mazyr         | 35   | 30 | 8  | 11 | 11 | 28 | 33 | -5   |
| 12   | FK Smarhon              | 32   | 30 | 7  | 11 | 12 | 33 | 51 | -18  |
| 13   | FK Minsk                | 28   | 30 | 6  | 10 | 14 | 28 | 44 | -16  |
| 14   | Naftan Novopolotsk      | 26   | 30 | 5  | 11 | 14 | 27 | 44 | -17  |
| 15   | FK Dniepr Mahiliow P    | 18   | 30 | 3  | 9  | 18 | 27 | 58 | -31  |
| 16   | Chakhtior Salihorsk     | 2-20 | 30 | 5  | 7  | 18 | 19 | 45 | -26  |

Qualifications européennes
Ligue des champions 2025-2026
- 1er : premier tour de qualification

Ligue Conférence 2025-2026
- C, 2e et 3e : premier tour de qualification

Relégation
- 14e : barrage de relégation
- 15e et 16e: relégation en deuxième division

Abréviations
- T : Tenant du titre
- C : Vainqueur de la Coupe de Biélorussie 2024-2025
- S : Vainqueur de la Supercoupe de Biélorussie 2024
- P : Promu de la deuxième division 2023

### Matchs
| Résultats (▼dom., ►ext.)                                   | ARS | BAT | DBR | DMI | DNE | GOM | ISL | FCM | NAF | NEM | SHA | SLA | SLU | SMR | TZH | VIT |
| FK Arsenal Dziarjynsk                                      |     | 2-0 | 0-2 | 1-2 | 3-1 | 1-0 | 3-1 | 0-0 | 0-3 | 0-4 | 2-0 | 1-1 | 1-0 | 2-0 | 0-1 | 1-1 |
| FK BATE Borisov                                            | 3-2 |     | 3-1 | 0-2 | 1-1 | 1-3 | 1-1 | 0-1 | 1-1 | 0-3 | 1-1 | 1-0 | 6-0 | 7-4 | 1-2 | 1-0 |
| FK Dinamo Brest                                            | 2-1 | 2-0 |     | 1-1 | 6-1 | 1-1 | 3-2 | 3-0 | 2-2 | 2-2 | 3-0 | 3-0 | 1-2 | 4-1 | 0-1 | 1-1 |
| FK Dinamo Minsk                                            | 2-0 | 1-0 | 1-0 |     | 2-0 | 2-0 | 2-0 | 2-0 | 2-2 | 2-1 | 3-2 | 2-0 | 2-0 | 5-0 | 0-0 | 1-1 |
| FK Dniepr Mahiliow                                         | 0-0 | 1-1 | 0-3 | 0-2 |     | 0-1 | 1-3 | 1-1 | 0-3 | 0-2 | 2-3 | 1-2 | 2-3 | 2-1 | 1-1 | 1-2 |
| FK Homiel                                                  | 5-0 | 2-0 | 2-1 | 0-1 | 1-1 |     | 0-0 | 2-0 | 2-1 | 2-3 | 1-2 | 0-0 | 1-2 | 2-1 | 0-0 | 0-0 |
| FK Isloch Minsk Raion                                      | 0-2 | 1-2 | 1-1 | 0-1 | 1-1 | 1-0 |     | 3-0 | 3-0 | 2-0 | 0-0 | 0-0 | 0-0 | 3-2 | 0-1 | 1-0 |
| FK Minsk                                                   | 1-2 | 0-1 | 3-2 | 0-0 | 2-2 | 3-1 | 3-2 |     | 1-1 | 0-2 | 0-0 | 1-1 | 0-1 | 2-3 | 1-2 | 1-2 |
| Naftan Novopolotsk                                         | 0-0 | 0-0 | 3-6 | 1-2 | 2-1 | 0-2 | 2-1 | 0-2 |     | 0-0 | 0-0 | 0-1 | 1-4 | 1-1 | 1-1 | 0-4 |
| FK Nioman Hrodna                                           | 1-0 | 1-0 | 2-0 | 0-0 | 3-1 | 1-1 | 0-3 | 4-0 | 2-1 |     | 1-0 | 1-0 | 2-0 | 2-1 | 1-0 | 0-1 |
| Chakhtior Salihorsk                                        | 0-3 | 1-3 | 0-4 | 0-3 | 1-2 | 1-2 | 0-1 | 0-1 | 0-0 | 0-1 |     | 1-3 | 1-2 | 2-2 | 1-0 | 1-0 |
| FK Slavia Mazyr                                            | 3-0 | 2-3 | 1-1 | 1-1 | 2-0 | 0-0 | 2-1 | 1-1 | 1-0 | 0-1 | 0-1 |     | 0-0 | 0-0 | 0-2 | 1-2 |
| FK Sloutsk                                                 | 1-1 | 0-1 | 1-4 | 0-5 | 0-1 | 1-1 | 1-3 | 1-0 | 0-1 | 2-0 | 0-0 | 1-0 |     | 0-0 | 1-0 | 2-0 |
| FK Smarhon                                                 | 1-0 | 0-0 | 0-2 | 1-0 | 0-0 | 2-2 | 1-1 | 1-1 | 1-0 | 0-0 | 2-0 | 3-3 | 4-1 |     | 0-4 | 0-3 |
| Torpedo Jodzina                                            | 1-1 | 2-0 | 3-1 | 1-1 | 4-2 | 2-2 | 1-0 | 2-2 | 2-1 | 1-4 | 1-0 | 3-0 | 1-0 | 2-0 |     | 3-0 |
| FK Vitebsk                                                 | 0-0 | 1-0 | 2-0 | 1-0 | 2-1 | 0-1 | 0-1 | 2-1 | 2-0 | 0-1 | 2-1 | 2-3 | 2-0 | 0-1 | 0-1 |     |
| - Victoire à domicile - Match nul - Victoire à l'extérieur |     |     |     |     |     |     |     |     |     |     |     |     |     |     |     |     |

### Barrage de relégation
Un barrage de relégation est disputé en fin de saison entre l'avant-dernier de première division et le troisième de deuxième division afin de déterminer le dernier participant de l'édition 2025 de la première division. Les deux équipes s'affrontent dans le cadre d'une confrontation en deux manches, les 4 et 7 décembre 2024.
| Équipe                     | Aller | Total | Retour | Équipe                  |
| -------------------------- | ----- | ----- | ------ | ----------------------- |
| (D2) FC Niva Dolbizno (en) | 1 - 3 | 1 - 5 | 0 - 2  | Naftan Novopolotsk (D1) |

Légende des couleurs
- Promotion ou maintien en première division.
- Relégation ou maintien en deuxième division.

## Bilan de la saison
| Championnat de Biélorussie de football 2024 |                            |
| Champion                                    | FK Dinamo Minsk (9e titre) |
| Dauphin                                     | FK Nioman Hrodna           |
| Coupes et trophées                          |                            |
| Vainqueur de la Coupe de Biélorussie 2024   | FK Nioman Hrodna           |
| Qualifications continentales                |                            |
| Ligue des champions 2025-2026               | FK Dinamo Minsk            |
| Ligue Conférence 2025-2026                  | FK Nioman Hrodna           |
| Ligue Conférence 2025-2026                  | Torpedo Jodzina            |
| Ligue Conférence 2025-2026                  | FK Dinamo Brest            |
| Promotions et relégations                   |                            |
| Promus en Vycheïchaïa Liha                  | FK Maladetchna             |
| Promus en Vycheïchaïa Liha                  | FC Maxline Vitebsk (en)    |
| Relégués en Perchaïa Liha                   | Chakhtior Salihorsk        |
| Relégués en Perchaïa Liha                   | FK Dniepr Mahiliow         |